# Palagonia

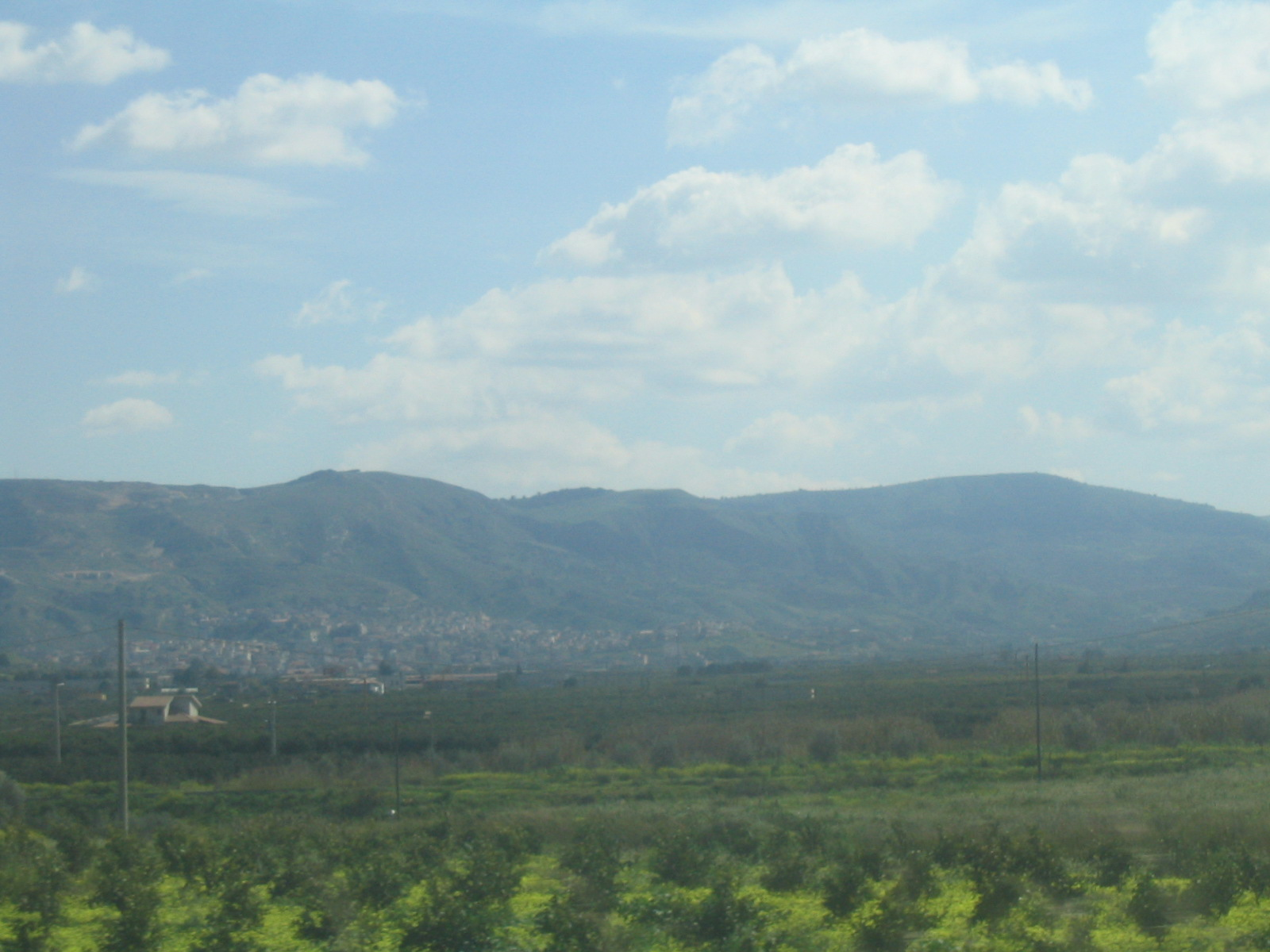
Panorama

Palagonia ist eine Stadt und Gemeinde der Metropolitanstadt Catania in der Region Sizilien in Italien mit 15.654 Einwohnern (Stand 31. Dezember 2023).

## Lage und Daten
Palagonia liegt 49 km südwestlich von Catania. Die Einwohner arbeiten hauptsächlich in der Landwirtschaft, in der Viehzucht und in der Industrie. Bedeutend ist auch die Olivenölproduktion.
Die Nachbargemeinden sind Lentini (SR), Militello in Val di Catania, Mineo und Ramacca.

## Geschichte
Der Ort ist normannischen Ursprungs.

## Sehenswürdigkeiten
- Pfarrkirche der Schutzheiligen von Palagonia, Santa Febronia geweiht